# Girardia dorotocephala
Girardia dorotocephala is een platworm (Platyhelminthes). De worm is tweeslachtig. De soort leeft in of nabij zoet water in Noord-Amerika.
Het geslacht Girardia, waarin de platworm wordt geplaatst, wordt tot de familie Dugesiidae gerekend. De wetenschappelijke naam van de soort werd, als Planaria dorotocephala, voor het eerst geldig gepubliceerd in 1897 door Woodworth.

## Synoniem
- Planaria dorotocephala Woodworth, 1897
  - Dugesia dorotocephala (Woodworth, 1897)
- Planaria agilis Stringer, 1909
  - Dugesia agilis (Stringer, 1909)
  - Euplanaria agilis (Stringer, 1909)
- Euplanaria philadelphica Hyman, 1931
- Dugesia diabolis Hyman, 1956
- Dugesia gonocephaloides Girard, 1850